# Mali Gorenec
Mali Gorenec – wieś w Chorwacji, w żupanii varażdińskiej, w gminie Bednja. W 2011 roku liczyła 109 mieszkańców.